# Črni morski ježek
Črni morski ježek (Arbacia lixula) je vrsta evropskega morskega ježka iz družine Arbaciidae.

## Opis
Črni morski ježek zraste do približno 8 centimetrov. Ima številne črne bodice, ki so dolge približno toliko kot premer ogrodja. Vse bodice so enako dolge (ni sekundarnih bodic). Niso strupene, a se ob vbodu hitro odlomijo in se, če jih ne odstranimo, rade zagnojijo ali obdajo z vezivnim tkivom. Na hrbtni strani nima pedicelarijev, zato se ne prekriva s predmeti, se pa lahko močno prisesa na podlago.
- Od strani
- Ustna stran
- Ježki v naravnem okolju
- Ogrodje

Podoben je vijoličastemu morskemu ježku, ki ni nikoli povsem črn, ima nekoliko krajše bodice in manjše ustno polje ter se za razliko od črnega ježka pogosto pokriva s kamenčki ali ostanki školjk.

## Razširjenost
Črni morski ježek je pogost v Sredozemskem morju v plitvi vodi na trdni kamniti podlagi, redkeje se najde na vzhodni atlantski in brazilski obali. Je fotofilna vrsta in jo le redko najdemo globlje od 5 metrov.